# 瀧本憲治
瀧本 憲治（たきもと けんじ、1972年1月3日 - 2021年6月8日）は、日本の実業家。父は実業家の瀧本泰行、母は実業家の瀧本文江である。慶應義塾大学商学部卒業、株式会社maneoマーケット元代表取締役。同社の多発するファンドの延滞の責任を取って経営改善委員会から役員から退くように提言されていたが、2021年6月8日、日比谷公園の多目的トイレ内で自殺しているのが発見された。

## 人物
1972年、神奈川県横浜市生まれ（東京都立川市とも）。父親が事業で成功するまでは公団住宅で暮らし、小遣い稼ぎに新聞配達もした。中学卒業後、私立の全寮制高校に入学するも中退。中退後、再度東京都立府中高等学校に入学。トラック運転手などして一時働きはじめるが、慶應義塾大学商学部へ入学、卒業後はセブンイレブン・ジャパンに就職したが、本格配属を前に父親の会社に転職。しかし父親の会社の事業承継に失敗し、会社は上場企業に売却されたため、コンサルタント業で独立、輸入建材会社・警備会社などの役員となった。
元ライブドア社長であった堀江貴文の近鉄買収劇を見てファイナンス業への転身を考え、木村勝男に貸金業を学ぶため2005年に木村のUBI株式会社へ入社、不動産取引に従事。2009年にUBIfinance社（現：株式会社リクレ）を創業。企業への融資業務を本格化。2012年にmaneo社購入、2013年9月、同社・maneoマーケット社の代表就任。
同年11月、UBIfinance株式会社代表取締役として、同社から田辺順一の100%所有するカタリスト株式会社を通じて、JALCOホールディングス株式会社に金銭を貸し付けた。
2018年、金融庁からmaneo社の業務改善命令が出され、2019年9月、同社の持ち株売却し退社。2018年に師匠の木村、2019年に父親を相次いで失う。
2020年に、融資先のテラ (医療サービス) 社と新型コロナ治療薬の共同開発を行なうというセネジェニックス・ジャパンに10億円超を出資し顧問となる。同社役員に騙されていたことを知り、2021年1月ころより「テラセネ劇場・カネと嘘」という告発ブログを立ち上げるなど、同社の違法行為を追及し始める。
2021年3月、セネジェニックス・ジャパンによるテラ社の株価操作が疑われ捜査が始まる（テラ事件）。同年5月、億単位で融資していた太陽光発電関連会社「テクノシステム」の社長らが詐欺容疑で逮捕される。
2021年6月、日比谷公園の多目的トイレ内で遺体で見つかり、鍵がかかっていたことなどから手首を切っての自殺と判断された。

## 著書
- 『セカンドマネーを創りなさい！　勝負しないで勝率99％！　利回り8%のインカムゲイン投資法』2013/1/18（ぱる出版）